# Le Saint
Le Saint (tiếng Breton: Ar Sent) là một xã ở tỉnh Morbihan trong vùng Bretagne tây bắc Pháp. Xã này có diện tích 31,03 km², dân số năm 1999 là 696 người. Khu vực này có độ cao từ 73-223 mét trên mực nước biển.

## Tiếng Bretagne
Xã này đã phát động một kế hoạch song ngữ thông qua Ya d’ar brezhoneg ngày 24/2/2005.